# UFC on ESPN: Reyes vs. Procházka
UFC on ESPN: Reyes vs. Procházka (även UFC on ESPN 23 och UFC Vegas 25), var en MMA-gala anordnad av UFC. Den ägde rum 1 maj 2021 vid UFC APEX i Las Vegas, NV, USA.

## Bakgrund
Huvudmatchen var en lätt tungviktsmatch mellan Dominick Reyes och den före detta Rizin FF lätt tungviktsmästaren Jiří Procházka.

## Ändringar
Gavin Tucker var ursprungligen tänkt att möta Cub Swanson på galan. Men Tucker flyttades till en match mot Dan Ige vid UFC Fight Night: Edwards vs. Muhammad istället och Swanson fick istället Giga Chikadze som ny motståndare.
Vid invägningen vägde Gabriel Benitez in 4,5 lbs (4,08 kg) över viktgränsen. Hans motståndare tackade nej till matchen på grund av viktskillnaden och matchen ströks.

### Invägning
Vid invägningen strömmad via Youtube vägde utövarna följande:
1. ↑  Benitez missade vikten med 4,5 lbs och matchen ströks.[6]
2. ↑  Carolina missade vikten och fick böta 20 % av sin purse till motståndaren.[6]

## Resultat

### Bonusar
Följande MMA-utövare fick bonusar om 50 000 USD vardera:
- Fight of the Night: Jiří Procházka vs. Dominick Reyes
- Performance of the Night: Jiří Procházka och Giga Chikadze